# BOSS Open 2023
BOSS Open 2023 byl tenisový turnaj na mužském profesionálním okruhu ATP Tour hraný v tenisovém klubu Weissenhof. Čtyřicátý pátý ročník Stuttgart Open probíhal mezi 12. až 18. červnem 2023 v německém Stuttgartu na otevřených travnatých dvorcích. Generálním sponzorem se podruhé stala německá oděvní firma Hugo Boss.
Turnaj dotovaný 795 730 eury patřil do kategorie ATP Tour 250. Nejvýše nasazeným singlistou se opět stal pátý tenista světa Stefanos Tsitsipas z Řecka. Jako poslední přímý účastník do hlavní soutěže nastoupil australský 78. hráč žebříčku Christopher O’Connell. V důsledku invaze Ruska na Ukrajinu na konci února 2022 řídící organizace tenisu ATP, WTA a ITF s grandslamy rozhodly, že ruští a běloruští tenisté mohli dále na okruzích startovat, ale do odvolání nikoli pod vlajkami Ruska a Běloruska.
Třetí singlový titul na okruhu ATP Tour a první na trávě vybojoval 25letý Američan Frances Tiafoe, který se premiérově posunul do první světové desítky, jíž uzavíral. Deblovou soutěž ovládli Chorvati Nikola Mektić a Mate Pavić, kteří získali šestnáctou společnou trofej, pátou na trávě a druhou v probíhající sezóně. Pavić tak trofej obhájil.

## Rozdělení bodů a finančních odměn

### Rozdělení bodů
| Soutěž  | Soutěž      | vítězové | finalisté | semifinalisté | čtvrtfinalisté | 16 v kole | 28 v kole | Q  | Q2 | Q1 |
| ------- | ----------- | -------- | --------- | ------------- | -------------- | --------- | --------- | -- | -- | -- |
| dvouhra | [ 2 ] [ 6 ] | 250      | 150       | 90            | 45             | 20        | 0         | 12 | 6  | 0  |
| čtyřhra | [ 7 ]       | 250      | 150       | 90            | 45             | 0         | —         | —  | —  | —  |

### Finanční odměny
| Soutěž                                | Soutěž      | vítězové  | finalisté | semifinalisté | čtvrtfinalisté | 16 v kole | 28 v kole | Q2      | Q1      |
| ------------------------------------- | ----------- | --------- | --------- | ------------- | -------------- | --------- | --------- | ------- | ------- |
| dvouhra                               | [ 2 ] [ 6 ] | 109 270 € | 63 740 €  | 37 435 €      | 21 715 €       | 12 610 €  | 7 705 €   | 3 850 € | 2 100 € |
| čtyřhra                               | [ 7 ]       | 37 960 €  | 20 310 €  | 11 910 €      | 6 660 €        | 3 920 €   | —         | —       | —       |
| částka ve čtyřhrách je uvedena na pár |             |           |           |               |                |           |           |         |         |

## Dvouhra mužů

### Nasazení
| Stát                           | Hráč               | ATP | Nasazení |
| ------------------------------ | ------------------ | --- | -------- |
| Řecko                          | Stefanos Tsitsipas | 5.  | 1.       |
| USA                            | Taylor Fritz       | 8.  | 2.       |
| USA                            | Frances Tiafoe     | 12. | 3.       |
| Polsko                         | Hubert Hurkacz     | 14. | 4.       |
| USA                            | Tommy Paul         | 17. | 5.       |
| Itálie                         | Lorenzo Musetti    | 18. | 6.       |
| Itálie                         | Matteo Berrettini  | 20. | 7.       |
| Austrálie                      | Nick Kyrgios       | 26. | 8.       |
| Žebříček ATP k 29. květnu 2023 |                    |     |          |

### Jiné formy účasti
Následující hráči obdrželi divokou kartu do hlavní soutěže:
- Feliciano López
- Oscar Otte
- Stefanos Tsitsipas

Následující hráči postoupili z kvalifikace:
- Christopher Eubanks
- Márton Fucsovics
- Borna Gojo
- Josuke Watanuki

### Odhlášení
před zahájením turnaje
- Alejandro Davidovich Fokina → nahradil jej  Corentin Moutet
- Jack Draper → nahradil jej  Christopher O'Connell
- Grigor Dimitrov → nahradil jej  Daniel Altmaier
- Nicolás Jarry → nahradil jej  Čang Č’-čen

## Mužská čtyřhra

### Nasazení
| Stát                                                                                    | Hráč              | Stát       | Hráč                   | ATP | Nasazení |
| --------------------------------------------------------------------------------------- | ----------------- | ---------- | ---------------------- | --- | -------- |
| Indie                                                                                   | Rohan Bopanna     | Austrálie  | Matthew Ebden          | 27. | 1.       |
| Chorvatsko                                                                              | Nikola Mektić     | Chorvatsko | Mate Pavić             | 28. | 2.       |
| Mexiko                                                                                  | Santiago González | Francie    | Édouard Roger-Vasselin | 36. | 3.       |
| Německo                                                                                 | Kevin Krawietz    | Německo    | Tim Pütz               | 50. | 4.       |
| Žebříček ATP k 29. květnu 2023; číslo je součtem žebříčkového postavení obou členů páru |                   |            |                        |     |          |

### Jiné formy účasti
Následující páry obdržely divokou kartu do hlavní soutěže:
- Daniel Altmaier /  Dustin Brown
- Oscar Otte /  Jan-Lennard Struff

### Odhlášení
před zahájením turnaje
- Nicolás Barrientos /  Nicolás Jarry → nahradili je   Romain Arneodo /  Grégoire Barrère
- Julian Cash /  Henry Patten → nahradili je    Aslan Karacev /  Jiří Lehečka
- Ivan Dodig /  Austin Krajicek → nahradili je   William Blumberg /  Frances Tiafoe
- Rajeev Ram /  Joe Salisbury → nahradili je   Albano Olivetti /  David Vega Hernández

## Přehled finále

### Mužská dvouhra
- Frances Tiafoe vs.  Jan-Lennard Struff, 4–6, 7–6(7–1), 7–6(10–8)

### Mužská čtyřhra
- Nikola Mektić /  Mate Pavić vs.  Kevin Krawietz /  Tim Pütz, 7–6(7–2), 6–3